# Lisa Harris
Lisa Harris est une femme politique canadienne.
Élue à l'Assemblée législative du Nouveau-Brunswick lors de l'élection provinciale de 2014, elle représente la circonscription de Baie-de-Miramichi—Neguac pour l'Association libérale du Nouveau-Brunswick. En plus de la charge du nouveau ministère des Aînés et des soins de longue durée, elle est nommée ministre responsable des Affaires celtiques en 2016.
Elle est réélue lors de l'élection provinciale de 2018 et lors de l'élection provinciale de 2020. 
Elle renonce à son siège de députée provinciale pour être candidate aux élections fédérales de 2021 et 2025 dans Miramichi-Grand Lake. Elle n'est pas élue. 